# (9211) Neese
(9211) Neese – planetoida z pasa głównego asteroid okrążająca Słońce w ciągu 3 lat i 140 dni w średniej odległości 2,25 j.a. Została odkryta 19 września 1995 roku w programie Spacewatch. Przed nadaniem nazwy planetoida nosiła oznaczenie tymczasowe (9211) 1995 SB27.